# Maurice Joly
Maurice Joly (ur. 22 września 1829 w Lons-le-Saunier, zm. 15 lipca 1878 w Paryżu) – francuski prawnik i satyryk. Znany z utworu pt. Rozmowy w piekle między Machiavellim i Monteskiuszem, w którym atakował ambicje polityczne Napoleona III. Za opublikowanie tego utworu został w 1865 roku uwięziony. Jego praca została wykorzystana później w napisaniu Protokołów mędrców Syjonu.

## Joly w kulturze
Joly jest jednym z epizodycznych bohaterów powieści Umberto Eco „Cmentarz w Pradze”.